# (1692) Субботина
(1692) Субботина (лат. Subbotina) — типичный астероид главного пояса, открыт 16 августа 1936 года российским и советским астрономом Григорием Неуйминым в Симеизской обсерватории и 1 июня 1967 года назван в честь советского астронома Михаила Субботина.

## Обнаружение и именование
(1692) Субботина
Открыт 16 августа 1936 года в Симеизе Г. Н. Неуйминым.
Эта планета названа в честь покойного профессора М. Ф. Субботина (1893—1966), который около 20 лет был директором Института теоретической астрономии. В честь Субботина также назван лунный кратер.
Оригинальный текст (англ.)1692 Subbotina
Discovered 1936-Aug-16 by Neujmin, G. at Simeis.
This planet is named in honor of the late Prof. M. F. Subbotin (1893—1966) who was Director of the Institute of Theoretical Astronomy for about 20 years. Subbotin is also honored by a lunar crater.
Источники: DISCOVERY.DB; M.P.C. 2740.

## Орбита

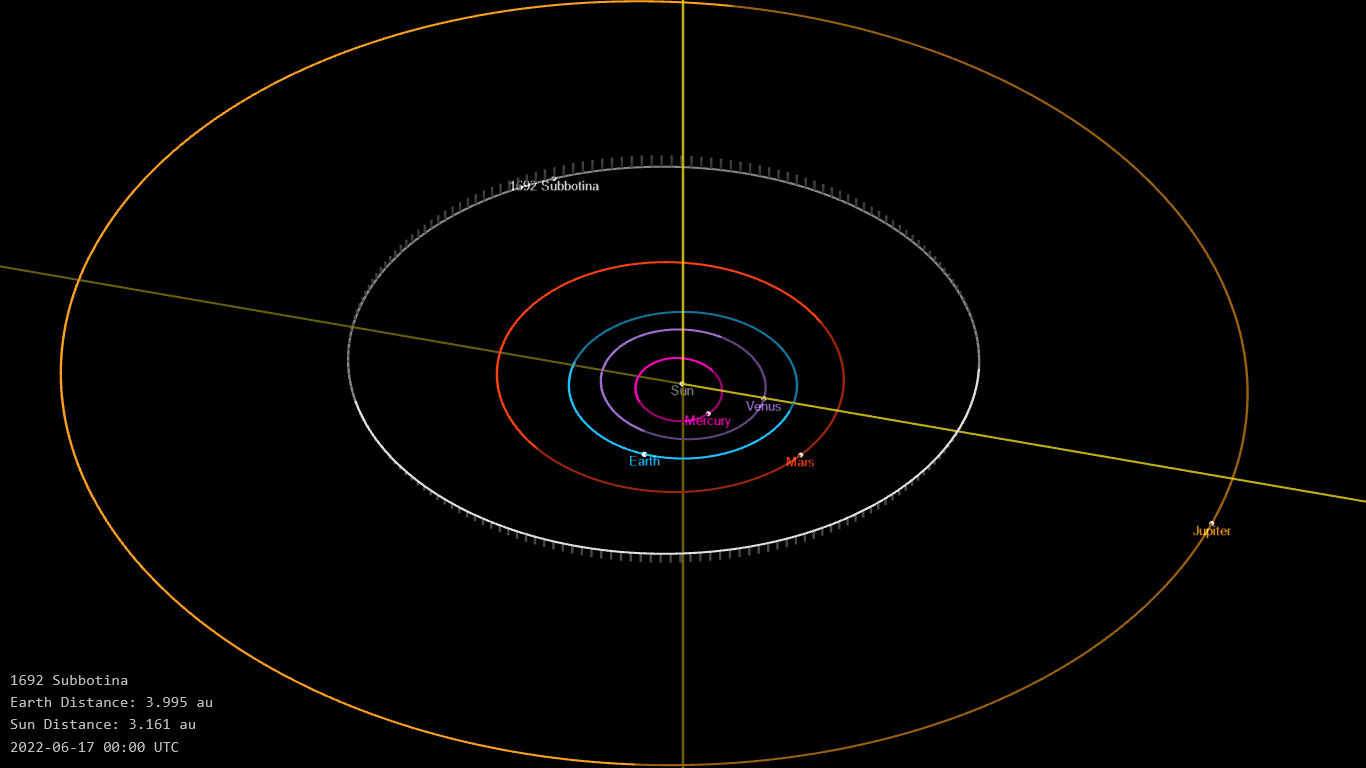
Орбита астероида Субботина и его положение в Солнечной системе

## Физические характеристики
Из результатов второго этапа спектроскопической съёмки малых астероидов главного пояса (Small Main-belt Asteroid Spectroscopic Survey, SMASSII) следует, что астероид относится к таксономическому классу Cg.
По результатам наблюдений в инфракрасном диапазоне орбитальной обсерватории IRAS и спутника Akari и наблюдений в видимом и ближнем инфракрасном диапазоне космического телескопа NEOWISE диаметр астероида сначала оценивался равным 36,59±1,7 км, позже — 36,075±0,380 км, 38,11±0,53 км, 39,89±6,80 км, 35,17±9,84 км, 43,01±0,99 км, 34,819±12,64 км, 36,075±0,380 км, 36,59±12,18 км, 33,62±9,31 км, 36,57±9,17 км, 34,31±11,71 км и 35,81±12,43 км. Согласно тем же источникам альбедо оценивается как 0,0479±0,005, 0,0490±0,0058, 0,045±0,002, 0,034±0,012, 0,04±0,03, 0,02±0,00, 0,0366±0,0392, 0,049±0,006, 0,029±0,023, 0,031±0,020, 0,027±0,020, 0,033±0,026 и 0,029±0,024.